# Хагаман (Њујорк)
Хагаман (енгл. Hagaman) град је у америчкој савезној држави Њујорк.

## Демографија
По попису из 2010. године број становника је 1.292, што је 65 (-4,8%) становника мање него 2000. године.
| Група             | 2000.         | 2010.         |
| Белци             | 1.304 (96,1%) | 1.221 (94,5%) |
| Афроамериканци    | 6 (0,4%)      | 11 (0,9%)     |
| Азијати           | 7 (0,5%)      | 1 (0,1%)      |
| Хиспаноамериканци | 30 (2,2%)     | 47 (3,6%)     |
| Укупно            | 1.357         | 1.292         |